# Podul Magellanic
Podul Magellanic este o structură datorată forțelor de mareice, care leagă Norii lui Magellan.  De slabă metalicitate, această structură este compusă, în mod esențial, din hidrogen neutru.  Se crede că stelele care se situează în Podul Magellanic s-au format aici.